# Carajo (álbum)
Carajo es el primer disco de la banda de Metal Alternativo Carajo, lanzado en 2002. Fue grabado y mezclado en Estudios del Abasto al pasto por Claudio Romandini con la producción Alejandro Vázquez. Cuenta con doce canciones, entre las cuales se encuentran los cortes de difusión: "Sacate la mierda" (lanzado el 15 de julio de 2002), "Ironía", "Salvaje" y "El vago". Los videoclips de estas canciones tuvieron amplia rotación en la cadena MTV. Ese canal nominó a Carajo como "Mejor Banda Nueva Argentina" para los premios Video Music Awards Latin America 2003.
La presentación oficial del disco fue realizada el 7 de septiembre en The Roxy, donde asistieron más de 1000 personas.
En medio del festejo por los 10 años de la banda, que tuvo lugar en el estadio Luna Park, decidieron en camarines junto a su productor, Alejandro Vázquez, re-mezclar este primero disco, con la premisa de no regrabar nada y lograr que suene actual y contundente. El paso del tiempo, los cambios de tecnología y soporte, no facilitaron el proceso, pero tras rescatar pista por pista el material original, el material fue remezclado cuidadosamente en su totalidad. A modo de agradecimiento a su público decidieron incluir como bonus track de esta reedición el EP Carajografía, que solamente se conseguía en el cierre de los shows presentación del disco original, allá por el 2003. Las versiones de este EP se asemejan a imágenes instantáneas de las diferentes presentaciones y preproducciones de aquella época. El disco fue masterizado por Tom Baker en Los Ángeles y en cuanto a la gráfica mantiene la estética de su tapa original "La Gillette", pero cuenta con un nuevo diseño que incluye un booklet más póster desplegable.
Esta reedición fue lanzada durante los shows presentación en mayo de 2013.

## Canciones
1. Resistiendo Con Ideas (2:48)
2. Sacate La Mierda (3:56)
3. El Vago (3:00)
4. La Parca (2:46)
5. Salvaje (3:59)
6. Noche (4:18)
7. Ironía (4:29)
8. Pura Vida (4:06)
9. La Guerra y La Paz (3:28)
10. Mal Popular (3:39)
11. Conquistador (3:26)
12. Estilo De Vida (4:26)

- Datos: Q5748847